# Maxomys wattsi
Maxomys wattsi és una espècie de mamífer rosegador de la família dels múrids. És endèmic de Sulawesi (Indonèsia), on viu a altituds d'entre 1.430 i 1.830 msnm. El seu hàbitat natural són els boscos montans. Probablement està amenaçat per la destrucció del seu medi a conseqüència de l'expansió dels camps de conreu i la tala d'arbres. L'espècie fou anomenada en honor del mastòleg australià Christopher Henry Stuart Watts.